# Sonatine pour instruments à vent, timbales et xylophone
La Sonatine pour instruments à vent, timbales et xylophone, op. 61, est une œuvre de Nicolas Tcherepnine composée en 1935 pour petit ensemble à vent et percussions.

## Présentation
La Sonatine pour instruments à vent, timbales et xylophone, op. 61, de Nicolas Tcherepnine, est une adaptation d'une Sinfonietta plus ancienne du compositeur.
La pièce est composée en 1935 durant la période française de Tcherepnine, après son exil, et comprend quatre mouvements riches en mélodies issues du folklore russe, avec des motifs pentatoniques et des formules mélodiques par tons.
Le premier mouvement s'ouvre sur un solo de cor, et se déploie en une atmosphère méditative, avec de belles interventions des flûtes et du premier hautbois. S'ensuit un deuxième mouvement en forme d'intermezzo, lequel laisse place au troisième mouvement, un scherzo rythmique de mesure à 
 et à 
 (bien que noté à 
).
Le finale, qui clôt « brillamment » la Sonatine, est construit autour de deux thèmes, l'un introduit à la septième mesure par la trompette et l'autre énoncé la mesure suivante par le cor anglais, la clarinette et le cor.
L’œuvre est considérée comme une pièce majeure du répertoire pour ensemble d'instruments à vent.

## Instrumentation
La pièce est écrite pour 13 instrumentistes :
| Instrumentation de la Sonatine                                                                    |
| Bois                                                                                              |
| 2 flûtes (dont 1 jouant piccolo), 2 hautbois (dont 1 jouant cor anglais), 1 clarinette, 2 bassons |
| Cuivres                                                                                           |
| 1 cor, 2 trompettes, 1 trombone                                                                   |
| Percussions                                                                                       |
| timbales, xylophone                                                                               |

## Structure
La Sonatine, d'une durée moyenne d'exécution de vingt minutes environ, est composée de quatre mouvements :
1. Andantino commodo
2. Andante, molto sostenuto
3. Allegretto scherzando
4. Allegro risoluto

La partition porte le numéro d'opus 61 et est publiée par les éditions Belaieff.

## Discographie
- Made in Paris, avec le Concerto pour violoncelle et instruments à vent de Jacques Ibert, la Symphonie de chambre no 5 pour dixtuor à vent de Darius Milhaud et le Concertino pour violoncelle, instruments à vent, piano et percussion de Bohuslav Martinů, Holland Wind Players, Jeroen Weierink (dir.), Et'Cetera KTC 1191, 1998.

### Ouvrages généraux
- Rodney Winther, An Annotated Guide to Wind Chamber Music : For Six to Eighteen Players, Miami, Warner Bros Publications, coll. « Donald Hunsberger Wind Library », 2004 (ISBN 0-7579-2401-8).